# St Mary's Kirk (Auchindoir)

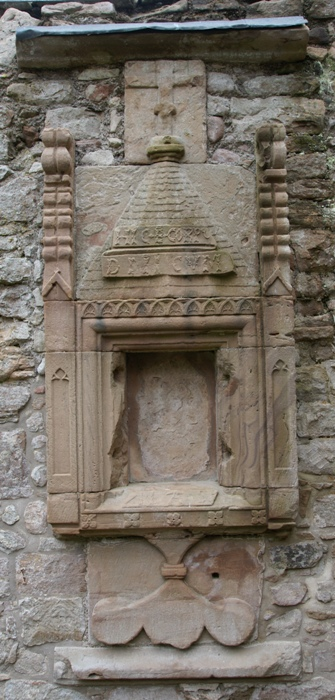
Het zestiende-eeuwse sacramentshuis.

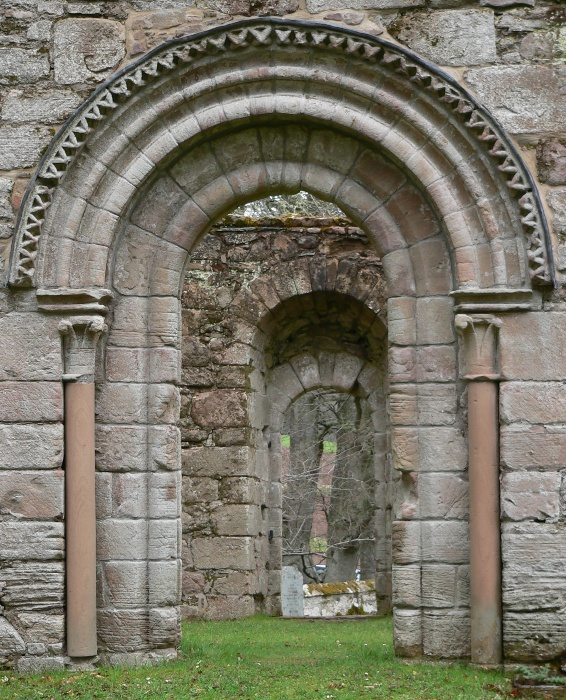
De zuidelijke toegang in vroeg romaanse stijl.

De St Mary's Kirk, ook St Mary's Church, is een ruïne van een oorspronkelijk 13e-eeuwse kerk, gelegen in Auchindoir in de Schotse regio Aberdeenshire.

## Geschiedenis
St Mary's Kirk werd gebouwd in de vroege dertiende eeuw en diende als kerk voor de bewoners van een nabijgelegen kasteel, dat gelegen was naast een ravijn op een motte aan de zuidoostelijke zijde van de kerk. De kerk was gewijd aan de Maagd Maria. Ten westen van de kerk lag een bron genaamd St Mary's Well, die werd geacht kiespijn te kunnen verlichten.
In 1514 werd de kerk verheven tot een prebend voor het King's College in Aberdeen en zorgde daarmee voor de inkomsten van een kanunnik. Het was vermoedelijk rond deze periode dat een nieuw sacramentshuis werd gebouwd in de kerk.
De kerk werd gebruikt als parochiekerk, waardoor de kerk niet verloren ging ten gevolge van de reformatie. In de zeventiende eeuw werd de kerk heringericht. Zo werden de meeste spitsboogvensters vervangen door grotere ramen. In 1810 werd een nieuwe parochiekerk in gebruik genomen.

## Bouw
De St Mary's Kirk is een simpel, rechthoekig gebouw, dat oost-west georiënteerd is. Het altaar bevond zich aan de oostzijde. In de noordelijke muur aan de oostzijde bevindt zich het sacramentshuis in de vorm van een monstrans, waar de geconsacreerde hostie werd bewaard. Deze is vergelijkbaar met de sacramentshuizen die bewaard zijn gebleven in Kinkell Church en Deskford Church. Op de plaats van het sacramentshuis bevond zich oorspronkelijk een spitsboogvenster.
In de zuidmuur bevindt zich een rijkelijk versierde, vroeg romaanse toegang.
Het dak is verdwenen sinds het begin van de negentiende eeuw; de muren staan nog alle overeind. In en om de kerk bevinden zich graven, voornamelijk uit de achttiende en negentiende eeuw. Een oudere grafsteen bevindt zich in de kerk aan de oostmuur; deze dateert van 1580. De steen was voor leden van de familie Gordon of Craig, die hun zetel hadden in Craig Castle, dat zich een kilometer naar het westen bevindt.

## Beheer
De St Mary's Kirk wordt beheerd door Historic Environment Scotland. Een paar honderd meter verderop ligt aan dezelfde weg de ruïne van de Auchindoir North Parish Church; deze wordt niet beheerd door Historic Scotland.